# Collegio uninominale Veneto 1 - 01 (2017)
Il collegio elettorale uninominale Veneto 1 - 01 è stato un collegio elettorale uninominale della Repubblica Italiana per l'elezione della Camera dei deputati tra il 2017 ed il 2022.

## Territorio
Come previsto dalla legge elettorale italiana del 2017, il collegio era stato definito tramite decreto legislativo all'interno della circoscrizione Veneto 1.
Era formato dal territorio di 2 comuni: Spinea e Venezia, per una popolazione complessiva di circa 280.000 abitanti.
Il collegio era quindi interamente compreso nella città metropolitana di Venezia.
Il collegio era parte del collegio plurinominale Veneto 1 - 01.

## Eletti
| Elezione | Elezione | Deputato          | Partito |
| -------- | -------- | ----------------- | ------- |
|          | 2018     | Giorgia Andreuzza | Lega    |

## Dati elettorali

### XVIII legislatura
Come previsto dalla legge elettorale, 232 deputati erano eletti con sistema a maggioranza relativa in altrettanti collegi uninominali a turno unico.
| Candidati              | Candidati                   | Voti    | %     | Liste                    | Voti    | %     |
| ---------------------- | --------------------------- | ------- | ----- | ------------------------ | ------- | ----- |
|                        | Giorgia Andreuzza ✔️ Eletto | 54 902  | 35,05 | Lega                     | 35 229  | 22,49 |
| Forza Italia           | Giorgia Andreuzza ✔️ Eletto | 54 902  | 35,05 | 13 220                   | 8,44    |       |
| Fratelli d'Italia      | Giorgia Andreuzza ✔️ Eletto | 54 902  | 35,05 | 5 637                    | 3,60    |       |
| Noi con l'Italia - UDC | Giorgia Andreuzza ✔️ Eletto | 54 902  | 35,05 | 1 819                    | 1,16    |       |
|                        | Enrico Schenato             | 44 822  | 28,61 | Movimento 5 Stelle       | 44 822  | 28,61 |
|                        | Nicola Pellicani            | 42 179  | 26,93 | Partito Democratico      | 34 004  | 21,71 |
| +Europa                | Nicola Pellicani            | 42 179  | 26,93 | 6 363                    | 4,06    |       |
| Italia Europa Insieme  | Nicola Pellicani            | 42 179  | 26,93 | 1 238                    | 0,79    |       |
| Civica Popolare        | Nicola Pellicani            | 42 179  | 26,93 | 574                      | 0,37    |       |
|                        | Michele Mognato             | 7 938   | 5,07  | Liberi e Uguali          | 7 938   | 5,07  |
|                        | Ilaria Boniburini           | 2 309   | 1,47  | Potere al Popolo!        | 2 309   | 1,47  |
|                        | Carlo Nicoletti             | 1 614   | 1,03  | Il Popolo della Famiglia | 1 614   | 1,03  |
|                        | Lea Cariolin                | 962     | 0,61  | CasaPound                | 962     | 0,61  |
|                        | Rudi Favaro                 | 706     | 0,45  | Italia agli Italiani     | 706     | 0,45  |
|                        | Pierangelo Del Zotto        | 418     | 0,27  | Grande Nord              | 418     | 0,27  |
|                        | Akay Emine Elif             | 371     | 0,24  | 10 Volte Meglio          | 371     | 0,24  |
|                        | Marianna Zennaro            | 290     | 0,19  | Partito Valore Umano     | 290     | 0,19  |
|                        | Tiziano Danieli             | 140     | 0,09  | PRI - ALA                | 140     | 0,09  |
| Totale                 | Totale                      | 156 651 | 100   |                          | 156 651 | 100   |
|                        |                             |         |       |                          |         |       |
| Voti non validi        | Voti non validi             | 4 078   | 2,54  |                          |         |       |
| Votanti                | Votanti                     | 160 729 | 74,22 |                          |         |       |
| Elettori               | Elettori                    | 216 548 |       |                          |         |       |